# Пушка (альбом)
Пушка — дебютний альбом української реп та хіп-хоп виконавиці alyona alyona реліз якого відбувся у 2019 році.

## Про альбом
Водночас із релізом альбому вийшов відеокліп на однойменний трек «Пушка».
Альбом був серед номінантів на перемогу як найкращий альбом на церемонії вручення премій YUNA у 2019 році.
Авторка у альбомі часто порушує суспільно важливі питання. Наприклад, у головній пісні альбому «Пушка» виконавиця наголошує на важливості для сучасної української молоді переборення побудованих в часи СРСР та пострадянський період стереотипів та ментальних кліше[джерело?].

## Список композицій
| #   | Назва                          | Тривалість |
| --- | ------------------------------ | ---------- |
| 1.  | «Голови»                       |            |
| 2.  | «Пушка»                        |            |
| 3.  | «Як би я була не я»            |            |
| 4.  | «Мамо»                         |            |
| 5.  | «Рибки 3»                      |            |
| 6.  | «Дихає вулиця»                 |            |
| 7.  | «Відчиняй»                     |            |
| 8.  | «Падло» (за участі Alina Pash) |            |
| 9.  | «Викину»                       |            |
| 10. | «Велика й смішна»              |            |
| 11. | «Брехунець»                    |            |
| 12. | «Залишаю свій дім»             |            |
| 13. | «Літак»                        |            |